# Alexandre Issakov
Alexandre Stepanovitch Issakov, né en 1730 et mort en 1794, est un officier et personnalité administrative de l'Empire russe.

## Biographie
Alexandre Issakov est issu d'une famille de commis et sert dans l'armée à partir de 1742.
Participant à la guerre de Sept Ans de 1756-1763.
Le 22 mars 1764, il est nommé commandant du Fort Sainte-Élisabeth et de tous les villages adjacents à cette forteresse, qui font partie du gouvernement de Nouvelle-Russie. Il occupe ce poste jusqu'à sa démission.

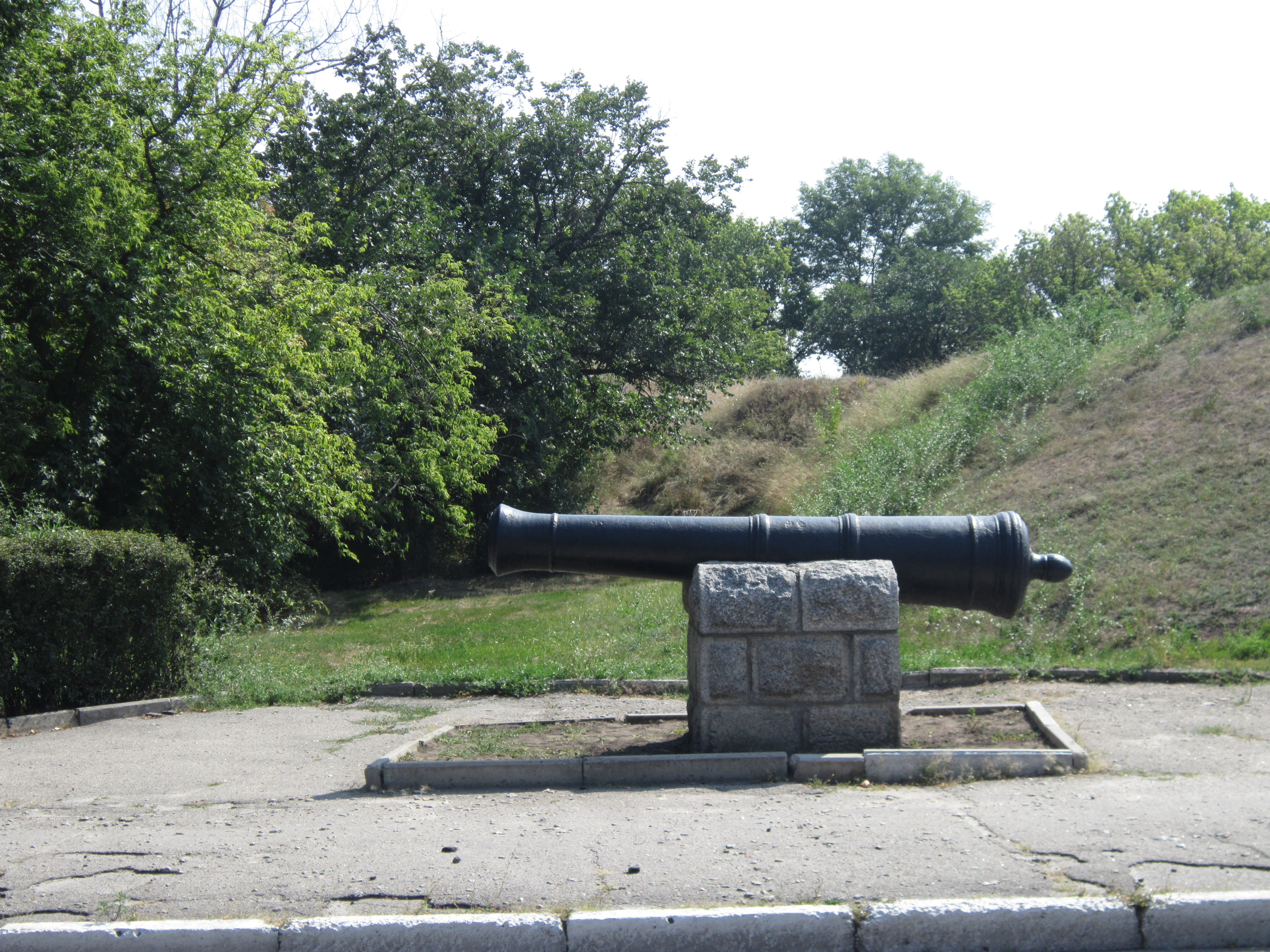
Canons et fortifications en terre du Fort Sainte-Élisabeth dans la ville moderne de Kropyvnytskyï

Participant aux premières batailles de la guerre russo-turque de 1768-1774, il dirige la défense du Fort Sainte-Élisabeth .
Le 1er janvier 1770, il est démis du service au même grade.